# Neil Aspinall
Pour les articles homonymes, voir Aspinall.
Neil Aspinall (13 octobre 1941 à Prestatyn, Pays de Galles - 24 mars 2008 à New York) était le road manager des Beatles au début de leur carrière, puis leur assistant personnel, avant de prendre les fonctions de directeur général de leur compagnie Apple, qu'il a conservées durant près de 40 ans.

## Biographie
Il est un ami d'enfance de Paul McCartney et George Harrison au Liverpool Institute Grammar School de Liverpool.
Au début des années 1960, les Beatles emploient Neil Aspinall comme road manager, tâche consistant notamment à conduire leur vieux mini-bus sur les routes, nuit et jour, pour les amener et les ramener de leurs lieux de concerts, et à s'occuper de leur matériel. Le groupe engage ensuite Mal Evans, ce qui permet à Aspinall de devenir leur assistant personnel, toujours à leurs côtés pour répondre au moindre de leurs besoins. Ceci l'amène également, bien que n'étant pas musicien, à participer à quelques-uns de leurs enregistrements, aux percussions, à l'harmonica ou aux chœurs 
Lorsque Pete Best se joint au groupe, Aspinall loue une chambre dans la maison de sa mère Mona. Une relation se développe entre eux et un enfant, Vincent « Roag » Best, naît en juillet 1962, trois semaines avant que le groupe ne change de batteur.
À la création d'Apple Corps en 1968, il en devient le patron. Jusqu'au mois de février 2007, lorsqu'il annonce qu'il prend sa retraite, Neil Aspinall, véritable gardien du temple, défenseur du patrimoine, supervise notamment la commercialisation de toute la musique et de toutes les vidéos des Beatles publiées durant cette période, et lance également sa compagnie dans de longs procès contre Allen Klein (ancien manager du groupe), EMI et Apple Computer. Neil Aspinall est à l'origine de la réalisation et des succès planétaires de la série The Beatles Anthology (1994-1996) et de l'album One (2000). Il est estimé par Apple Corps que 70 millions d'albums des Beatles ont été vendus durant ses 20 dernières années d'activité à la tête de la compagnie (1987-2007).
Il est décédé le 24 mars 2008, des suites d'une longue maladie, au Memorial Sloan-Kettering Cancer Center de New York

## The Beatles Anthology
Neil Aspinall est l'une des trois personnes non-membres des Beatles (avec George Martin et Derek Taylor) à avoir été interviewée dans la série The Beatles Anthology (vidéo et livre) pour avoir incontestablement été celui qui a passé le plus de temps à leurs côtés.